# Глорьёз
Острова Глорьёз (фр. Îles Glorieuses также Archipel des Glorieuses) — группа маленьких необитаемых островов в Индийском океане.  Географически относятся к Коморскому архипелагу. 
Включены Францией в состав Островов Эпарсе, входящих в заморскую территорию Французские Австральные и Антарктические земли. Их территория оспаривается Мадагаскаром.

## География

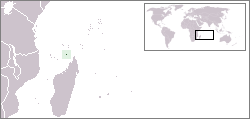

Острова находятся в Индийском океане в 115 км к северо-западу от побережья Мадагаскара. Общая площадь 5 км². Площадь лагун 29,6 км². Площадь исключительной экономической зоны 48 350 км².
Архипелаг включает следующие острова:
- Гранд-Глорьёз[фр.]11°34′46″ ю. ш. 47°17′54″ в. д.HGЯO
- Иль-дю-Лис[фр.]) 11°30′59″ ю. ш. 47°22′36″ в. д.HGЯO
- Wreck Rock 11°30′45″ ю. ш. 47°22′54″ в. д.HGЯO
- South Rock 11°35′43″ ю. ш. 47°18′06″ в. д.HGЯO
- Verte Rocks 11°34′15″ ю. ш. 47°19′54″ в. д.HGЯO
- три безымянных острова

## Экономика
Экономически не активны. Постоянного населения нет.